# Диявольський міст (Краків)

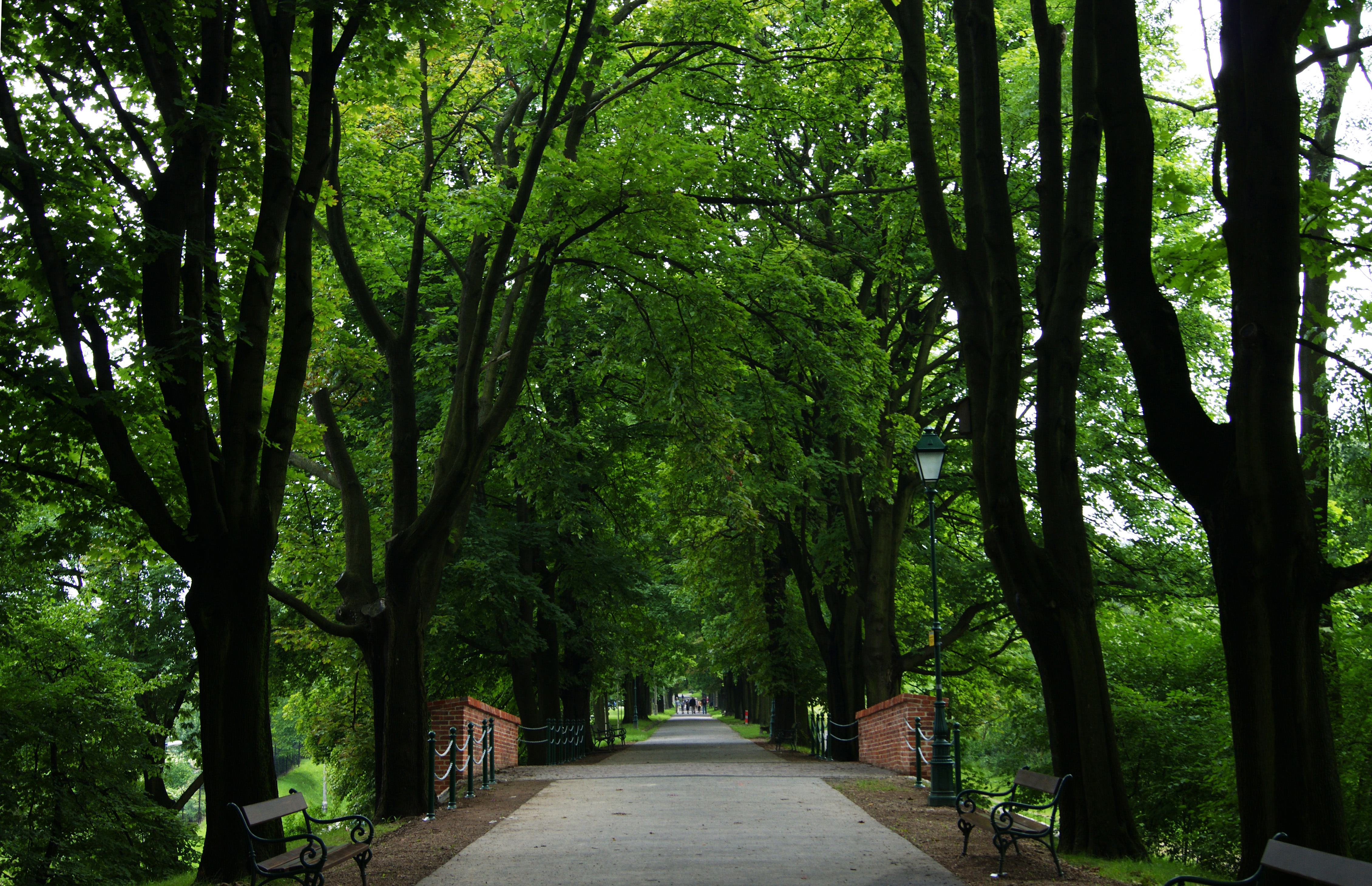
Алея Джорджа Вашингтона і Диявольський міст

Диявольський міст (пол. Diabelski Most) — історичний міст, віадук, одна із фортифікаційних споруд Краківської фортеці. Міст знаходиться в західній частині адміністративного району дільниця міста VII (Звєжинець) на перехресті вулиці Мальчевського та алеї Джорджа Вашингтона. Пам'ятка культури Малопольського воєводства.

## Історія будівництва
Віадук побудований в 1900 році австро-угорськими військовими інженерами з метою забезпечення безперешкодного транспортного руху на перехресті доріг по вулиці Броніслави (сьогодні — алея Джорджа Вашингтона) до «Форту 2 Костюшко» і кільцевої дороги (сьогодні — вулиця Мальчевського), яка з'єднувала військові об'єкти Краківської фортеці. Задля зручнішої транспортної розв'язки, над кільцевою дорогою створили насип висотою близько 4 метрів, який зміцнює віадук, побудований із цегли та вапнякових блоків.
Назва мосту походить від легенди, згідно з якою диявол Куса повинен був з’являтися тут вночі, нібито бігаючи десь із Блоня.

## Сучасний стан
14 червня 1988 року міст було внесено до реєстру пам'яток культури Малопольського воєводства (A-793), які охороняються державою.
У 2010 році була здійснена загальна реконструкція моста, відновлено кам'яні підпірні стіни, цегляне склепіння і балюстради, а також облаштовано систему водовідведення (зроблено кам’яні стоки для дощової води).